# ژاله آریکان
ژاله آریکان (انگلیسی: Jale Arıkan؛ زادهٔ ۲۲ اوت ۱۹۶۹) هنرپیشه اهل ترکیه است. وی در سی‌وپنجمین جشنواره فیلم مسکو برنده جایزه جورج نقره‌ای شد.
از فیلم‌ها یا مجموعه‌های تلویزیونی که وی در آن‌ها نقش داشته‌است، می‌توان به نامت یوستینه است اشاره نمود.